# 二ッ山城
二ッ山城（ふたつやまじょう）は、広島県三次市和知町字尾越（おごえ）及び庄原市山内（やまのうち）町字尾引（おびき）の二ッ山(標高382メートル）にあった日本の城。

## 歴史
平家の支配地にあったこの二ツ山城は、源平合戦などの恩賞として鎌倉幕府から地頭を任じられ、相模国から下向した広沢実高（後に和智氏と名乗る）が最初に築いた城とみられている。
なお、和智氏は、三次市吉舎町（旧双三郡，その前は三谿（谷）郡）の平松城址、更に南天山城へ移った。